# 利瑟伊
利瑟伊（法語：Lisseuil，法語發音：[lisœj]）是法国多姆山省的一个市镇，位于该省西北部，属于里永区。

## 地理
利瑟伊（46°3'16"N, 2°56'32"E）面积6.88 平方千米，位于法国奥弗涅-罗讷-阿尔卑斯大区多姆山省，该省份为法国中南部省份，北起阿列省接壤，东临卢瓦尔省，南至上盧瓦爾省和康塔爾省，西接科雷兹省和克勒兹省。
与利瑟伊接壤的市镇（或旧市镇、城区）包括：锡乌勒河畔阿亚、布洛莱格利斯、圣雷米德布洛。

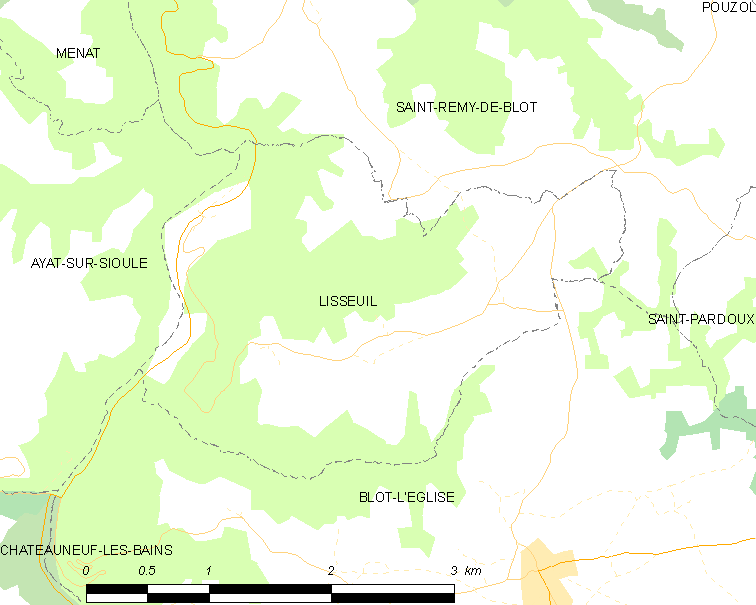
利瑟伊的OSM定位图

利瑟伊的时区为UTC+01:00、UTC+02:00（夏令时）。

## 行政
利瑟伊的邮政编码为63440，INSEE市镇编码为63197。

## 政治
利瑟伊所属的省级选区为圣乔治德蒙斯县。

## 人口

1962-2008年间利瑟伊人口变化图示

利瑟伊于2022年1月1日时的人口数量为108人。